# 石虎 (1955年)
石虎（1955年11月—），内蒙古鄂尔多斯人，中华人民共和国外交官，曾任中华人民共和国驻尼日尔共和国特命全权大使。

## 生平
1978年，毕业于北京外国语学院法语系，进入中华人民共和国外交部工作，先后在驻加蓬大使馆、驻贝宁大使馆、外交部非洲司、驻比利时大使馆、外交部领事司、驻刚果民主共和国大使馆任职。2002年，任驻布隆迪大使馆参赞。2007年8月，出任中华人民共和国驻中非大使。2011年，任外交部非洲司大使。2016年8月，出任中华人民共和国驻尼日尔大使。2016年10月，自驻尼日尔大使离任。

## 荣誉

### 外国勋章奖章
- 尼日尔功绩指挥官勋章（尼日尔，2016年9月29日颁发[3]）